# Egizio (nome)
Egizio  è un nome proprio di persona italiano maschile.

## Varianti
- Maschili: Egiziano[1], Egiziaco[1]
  - Ipocoristici: Gizio, Giziano
- Femminili: Egizia[1][2], Egiziana[1], Egiziaca[1]

## Origine e diffusione

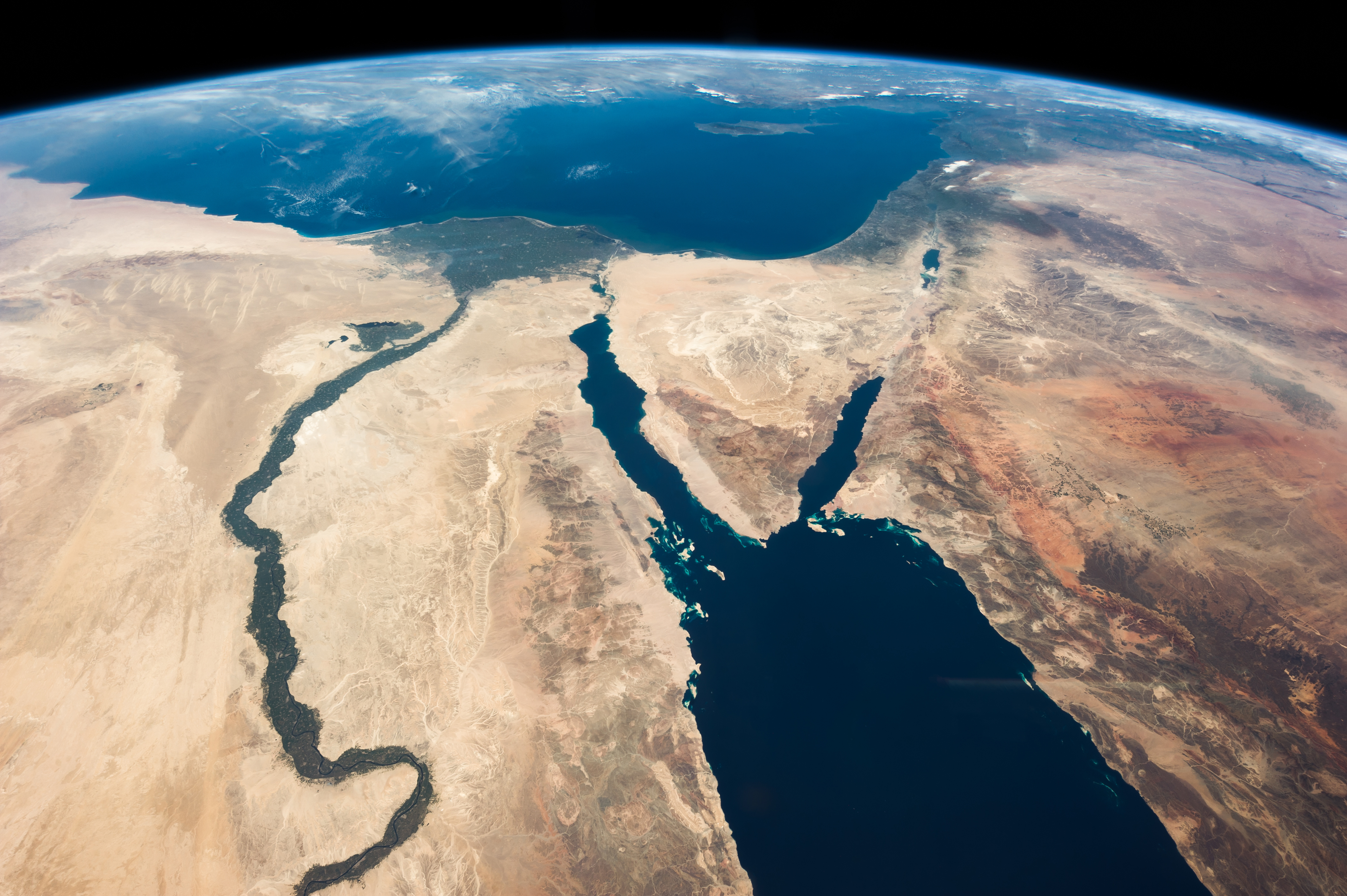
La regione dell'Egitto in una fotografia scattata da Chris Hadfield a bordo della Stazione spaziale internazionale

Si tratta di un nome etnico, che indica una persona proveniente dall'Egitto. In verità, le varie forme del nome hanno etimologie diverse: "Egizio", che anticamente era un nome dato a servi e liberti, risale, tramite il latino Aegyptius, al greco Αἰγύπτιος (Aigyptios); "Egiziaco" viene dal greco Αἰγῠπτῐᾰκός (Aigyptiakos), passato in latino come Aegyptiacus, mentre "Egiziano" è di diretta origine latina, Aegyptianus.
Per quanto riguarda la diffusione, "Egizio" è diffuso in Italia centro-settentrionale, specialmente in Toscana ed Emilia-Romagna. Si noti inoltre che la variante "Egiziaco", specie nella sua forma femminile "Egiziaca", può anche riprendere il nome di santa Maria Egiziaca, una monaca ed eremita cristiana del IV-V secolo. Il nome Egizio è presente anche nella mitologia greca con la figura di Egizio, padre di Antifo, a cui è dedicato l'asteroide 19913 Aigyptios.

## Onomastico
Non esiste santo con questo nome, che quindi è adespota; l'onomastico si può eventualmente festeggiare il 1º novembre, festa di Ognissanti. Nel caso della forma "Egiziaco/a", se costituisce una ripresa del nome di santa Maria Egiziaca, allora l'onomastico si può festeggiare in sua memoria, il 1º aprile.

## Persone
- Egizio Rubino, calciatore e allenatore di calcio italiano

### Variante Egiziano
- Egiziano Bertolucci, calciatore italiano